# Linje 8 (Göteborgs spårvägar)
|  | Unknown BSicon "uSTR+l" | Unknown BSicon "uSTR+r" |

|  | Unknown BSicon "uABZg+l" | Unknown BSicon "uSTRr" |

|  | Urban station on track |

|  | Urban stop on track |

|  | Unknown BSicon "utSTRa" |

|  | Urban tunnel stop on track |

|  | Unknown BSicon "utSTRe" |

|  | Urban stop on track |

|  | Urban stop on track |

|  | Urban stop on track |

|  | Urban stop on track |

|  | Urban stop on track |

|  | Urban stop on track |

|  | Urban stop on track |

|  | Urban stop on track |

|  | Urban stop on track |

|  | Urban stop on track |

|  | Unknown BSicon "utSTRa" |

|  | Unknown BSicon "utSTRe" |

|  | Urban stop on track |

|  | Urban stop on track |

|  | Urban stop on track |

|  | Urban stop on track |

|  | Urban stop on track |

|  | Urban stop on track |

|  | Urban stop on track |

|  | Urban stop on track |

|  | Urban stop on track |

|  | Urban stop on track |

|  | Urban stop on track |

|  | Unknown BSicon "utSTRa" |

|  | Urban tunnel station on track |

| Unknown BSicon "utSTR+l" | Unknown BSicon "utABZgr" |  |

| Unknown BSicon "utSTRl" | Unknown BSicon "utSTRr" |  |

|  | Unknown BSicon "uSTR+l" | Unknown BSicon "uSTR+r" |

|  | Unknown BSicon "uABZg+l" | Unknown BSicon "uSTRr" |

|  | Urban station on track |

|  | Urban stop on track |

|  | Unknown BSicon "utSTRa" |

|  | Urban tunnel stop on track |

|  | Unknown BSicon "utSTRe" |

|  | Urban stop on track |

|  | Urban stop on track |

|  | Urban stop on track |

|  | Urban stop on track |

|  | Urban stop on track |

|  | Urban stop on track |

|  | Urban stop on track |

|  | Urban stop on track |

|  | Urban stop on track |

|  | Urban stop on track |

|  | Unknown BSicon "utSTRa" |

|  | Unknown BSicon "utSTRe" |

|  | Urban stop on track |

|  | Urban stop on track |

|  | Urban stop on track |

|  | Urban stop on track |

|  | Urban stop on track |

|  | Urban stop on track |

|  | Urban stop on track |

|  | Urban stop on track |

|  | Urban stop on track |

|  | Urban stop on track |

|  | Urban stop on track |

|  | Unknown BSicon "utSTRa" |

|  | Urban tunnel station on track |

| Unknown BSicon "utSTR+l" | Unknown BSicon "utABZgr" |  |

| Unknown BSicon "utSTRl" | Unknown BSicon "utSTRr" |  |

Linje 8 är en spårvagnslinje i Göteborg. Spårvagnslinje 8 i Göteborg symboliseras av en vit åtta på lila bakgrund och skyltas mot dess ändhållplatser Frölunda Torg, samt Angered Centrum. Linje 8 har 25 hållplatser och är 21,3 km lång. Linje 8 är den enda linjen av alla som inte går via Brunnsparken eller centrum.

## Historia
Den ursprungliga linje 8 var en förlängning av linje 4 och linje 5 vidare från Getebergsäng ända ner till Mölndal och kallades Mölndalslinjen. Då linje 4 var grön och linje 5 röd blev linjefärgen rödgrön. Mölndalslinjen öppnades hösten 1907 och gick då mellan Drottningtorget och Mölndal. Sträckan Getebergsäng - Mölndal var till stor del enkelspårig.
- Under vintersäsongen 1926-1927 gick linjen vidare till Redbergslid efter Drottningtorget.
- 1941 förlängdes linjen till Lundby (Hjalmar Brantingsplatsen) efter Drottningtorget.
- 1942 förlängs linjen vidare på Hisingen, till Brämaregården (Vågmästareplatsen)
- 1944 linjen byggs vidare på Hisingen nu till Lundby Egnahem (Gropegårdsgatan)
- 1946 linjen lämnar Hisingen och går åter igen till Redbergsplatsen efter Drottningtorget.
- 1952 Linjen läggs ner och grenen till Mölndal tas över av linje 4.

Dagens linje 8 invigdes 1969 och gick då mellan Polhemsplatsen - Alelyckan  på Angeredsbanan men förlängdes redan samma år till Hjällbo. Linjen hade på denna tid fortfarande Mölndalslinjens rödgröna färg.
- 1972 var Hammarkulletunneln klar och linjen förlängdes linjen till Storås.
- 1978 förlängdes linjen till Angered Centrum.
- 1979 drogs linjen till Centralstationen.
- 1984 blev linje 8 lila då vagnstypen M21 introducerades.
- 1993 förlängdes linjen till Sahlgrenska via Valand, Vasaplatsen och Chalmers.
- 2002 lades linjen om att gå via Korsvägen när Chalmerstunneln invigdes och förlängdes till Tynnered.
- 2003 började linje 8 gå via Skånegatan på sträckan Redbergsplatsen - Korsvägen istället för att gå via Centralstationen. Den nya sträckan byggdes i projektet Kringen. Linjen avkortades samtidigt till Frölunda.

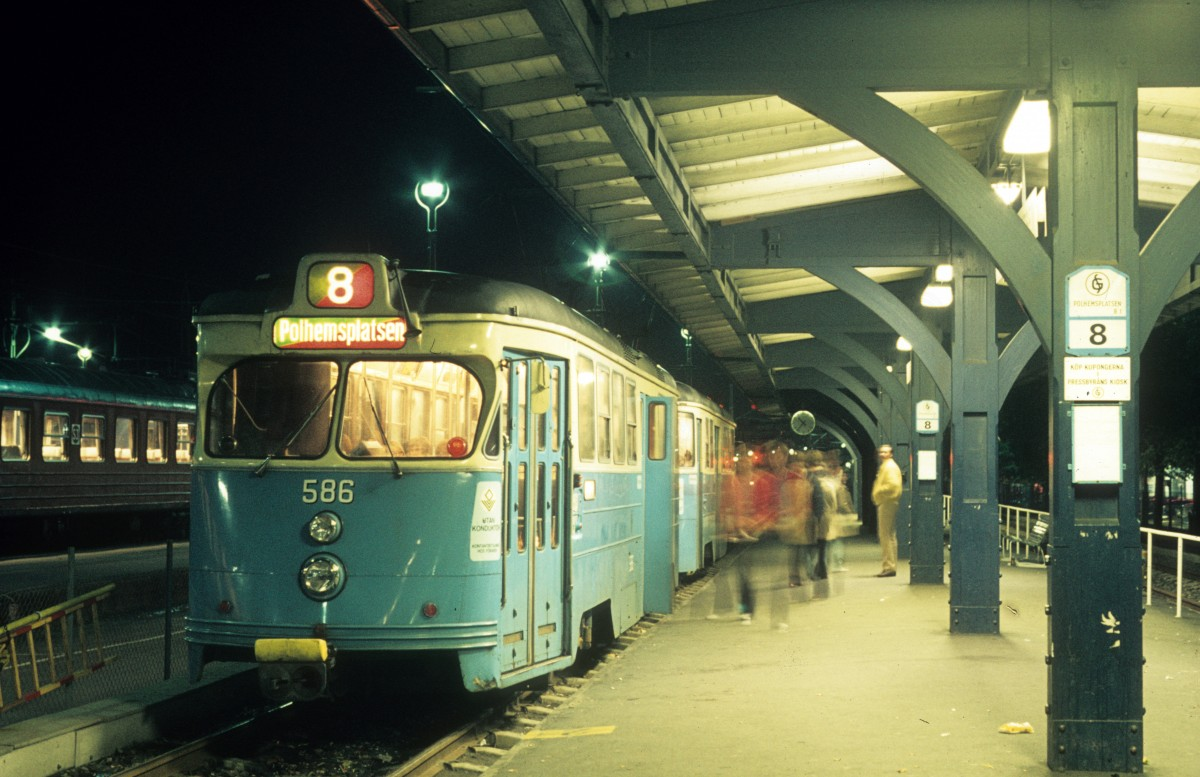
Fd Polhemsplatsen på 70-talet
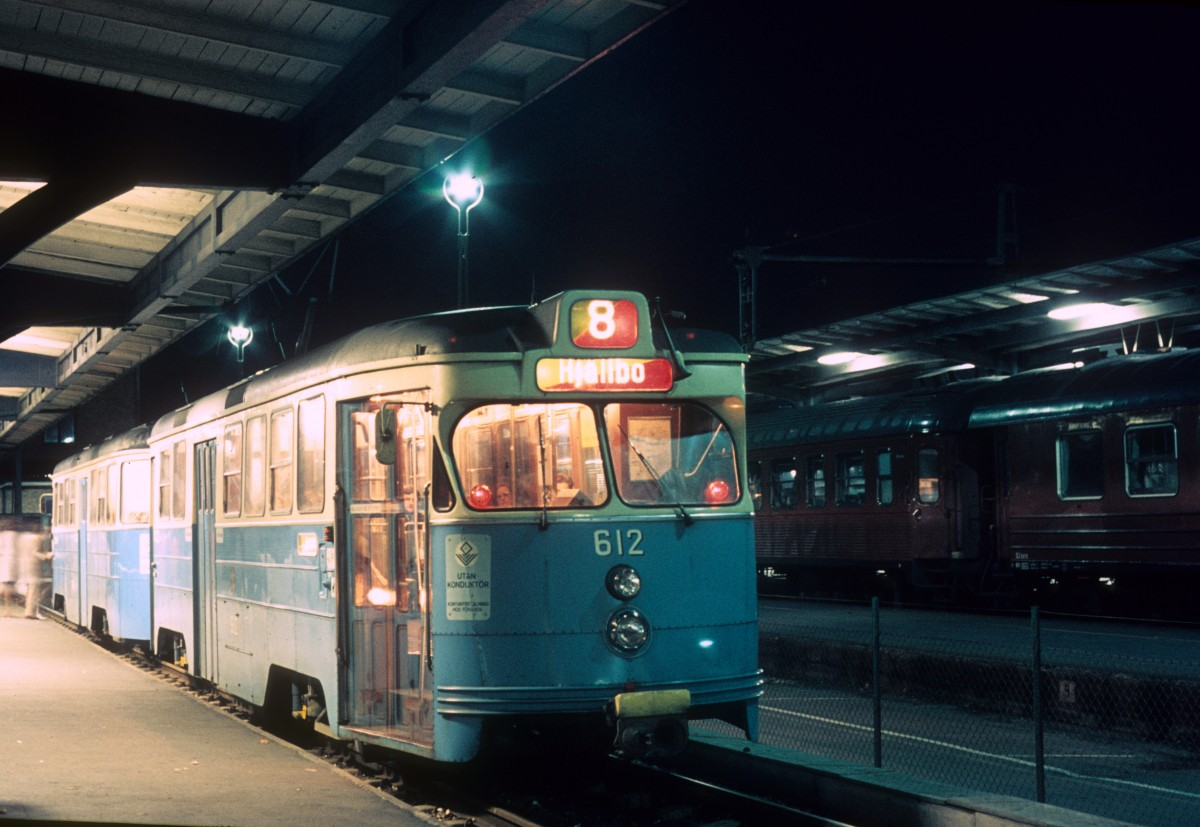
Fd Polhemsplatsen på 70-talet
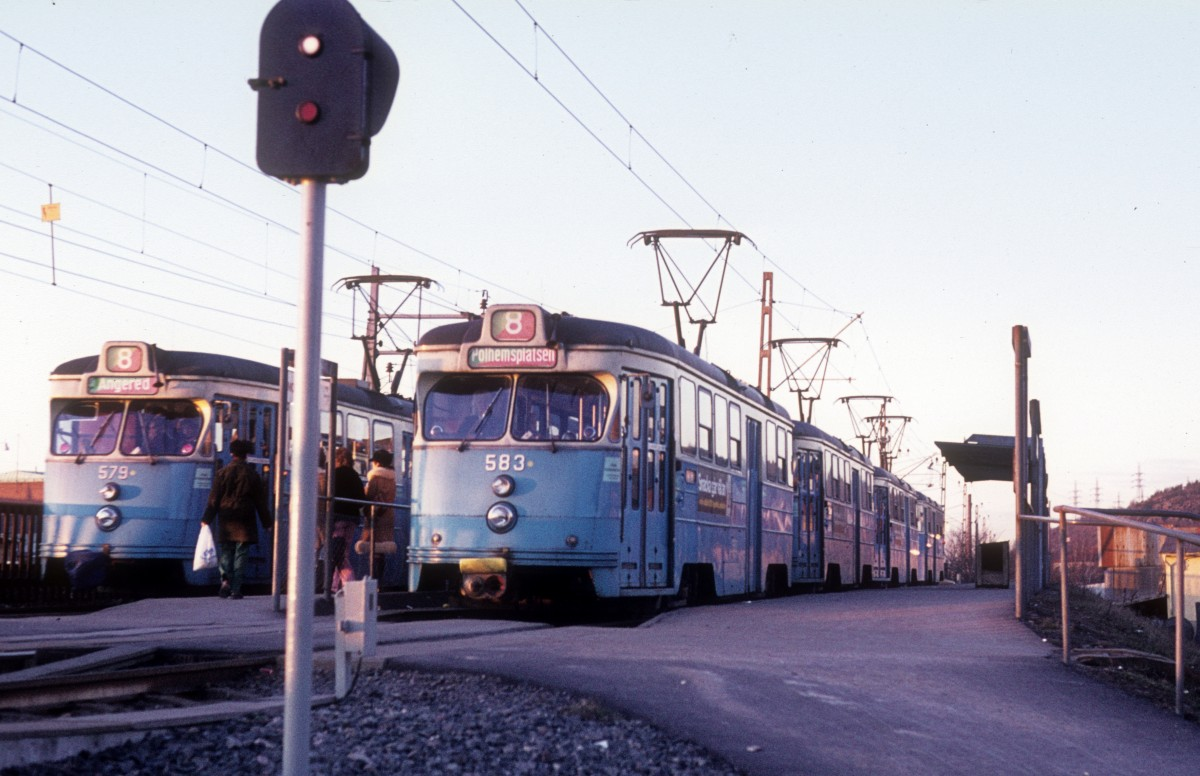
Gamlestadstorget på 70-talet
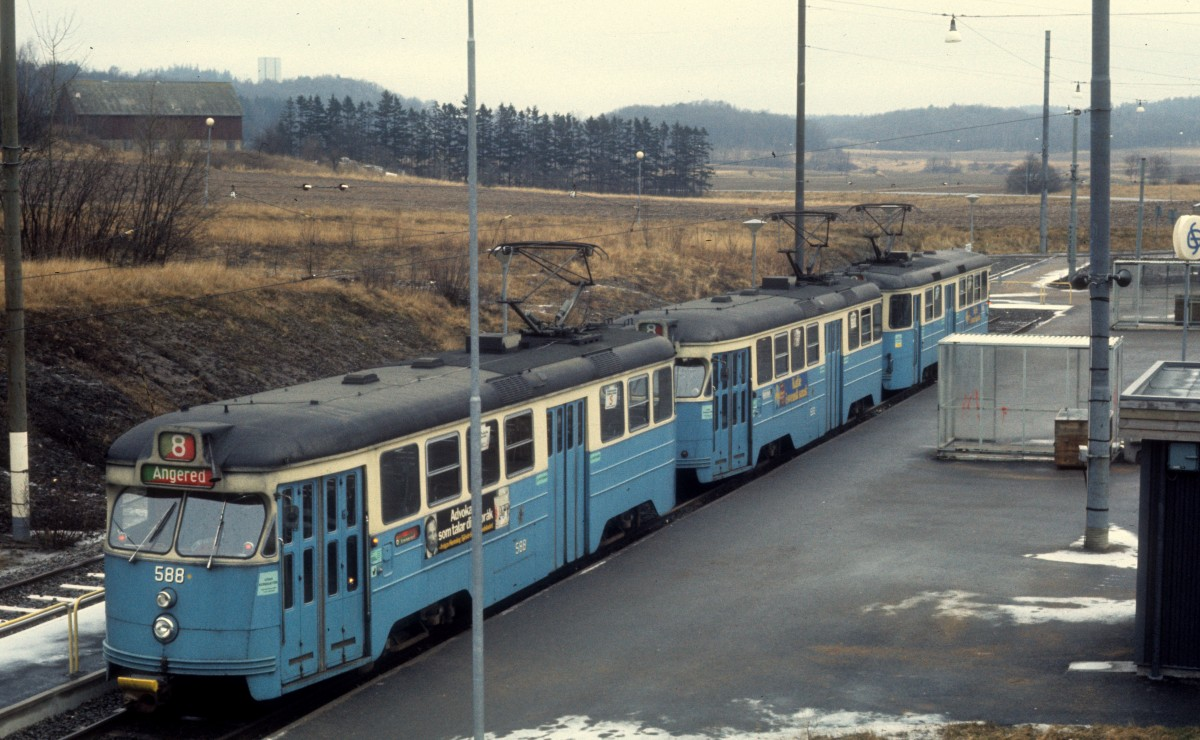
Storås som ändhållplats på 70-talet
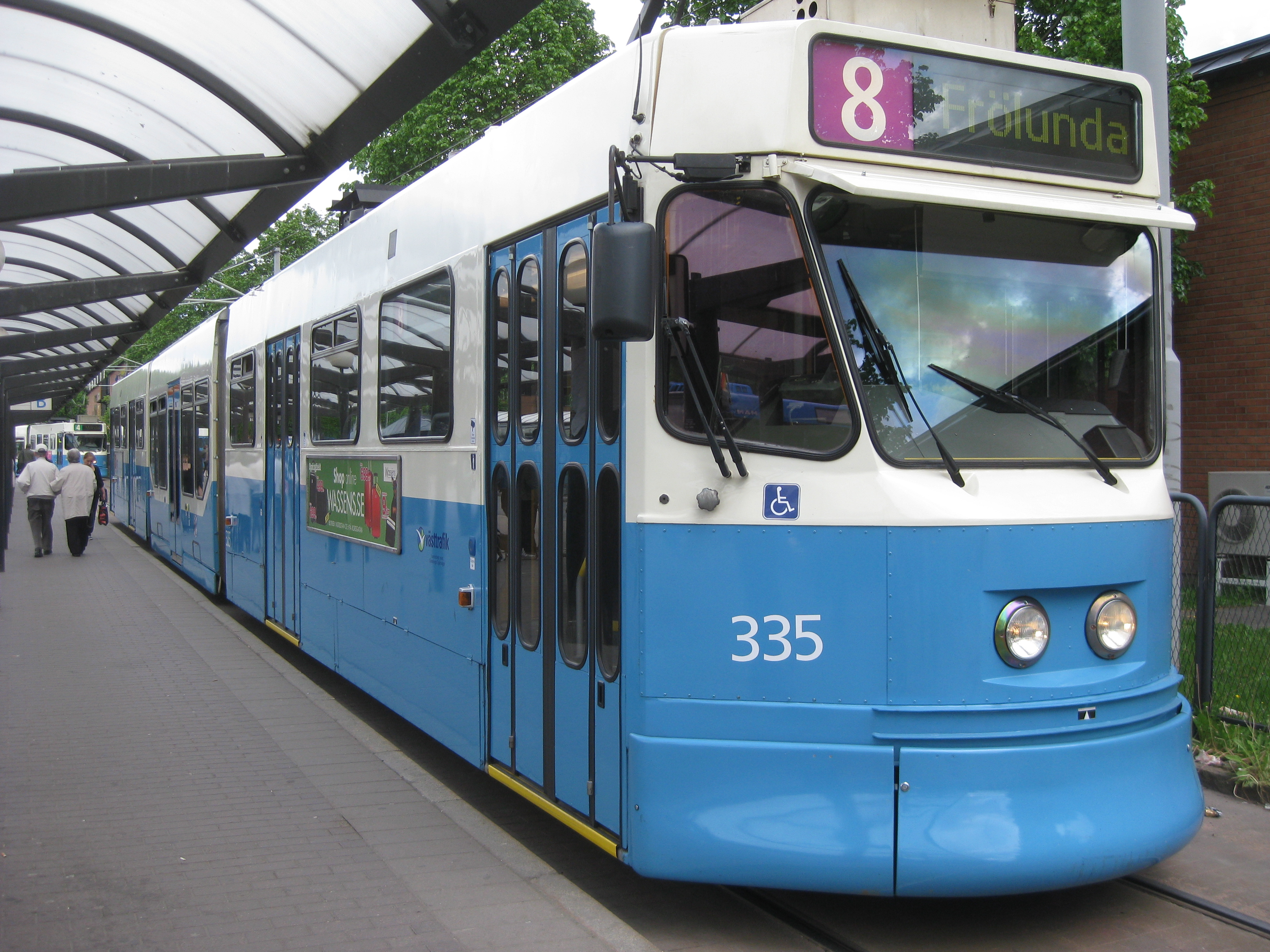
Angered Centrum
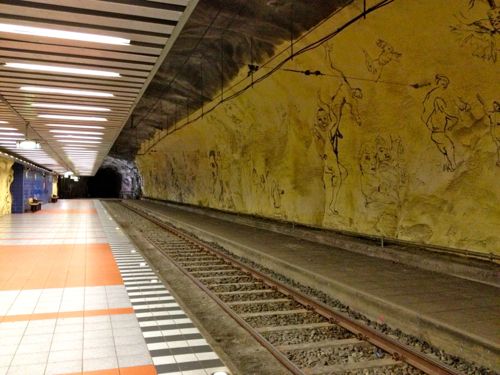
Hammarkullen
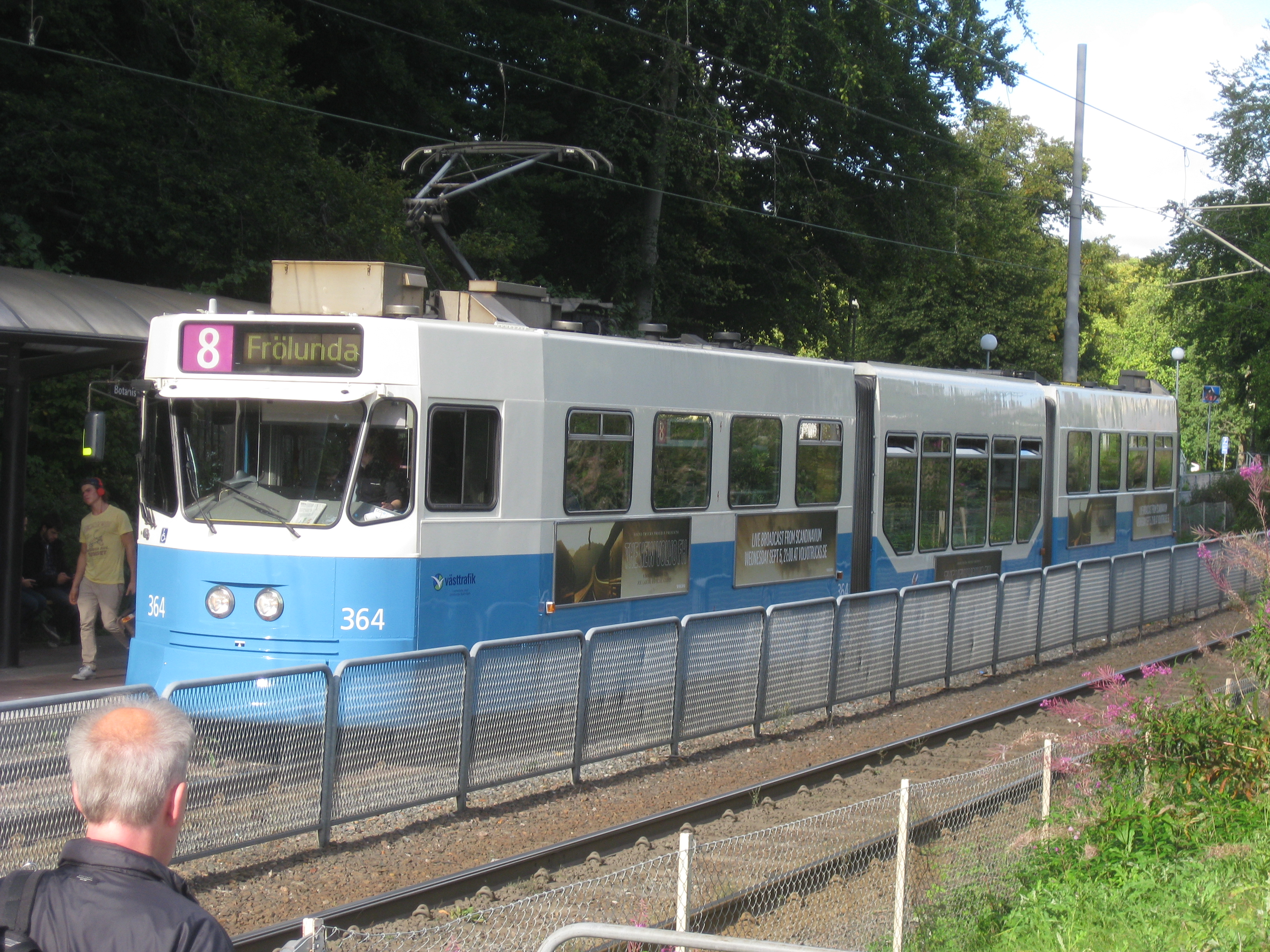
Botaniska trädgården
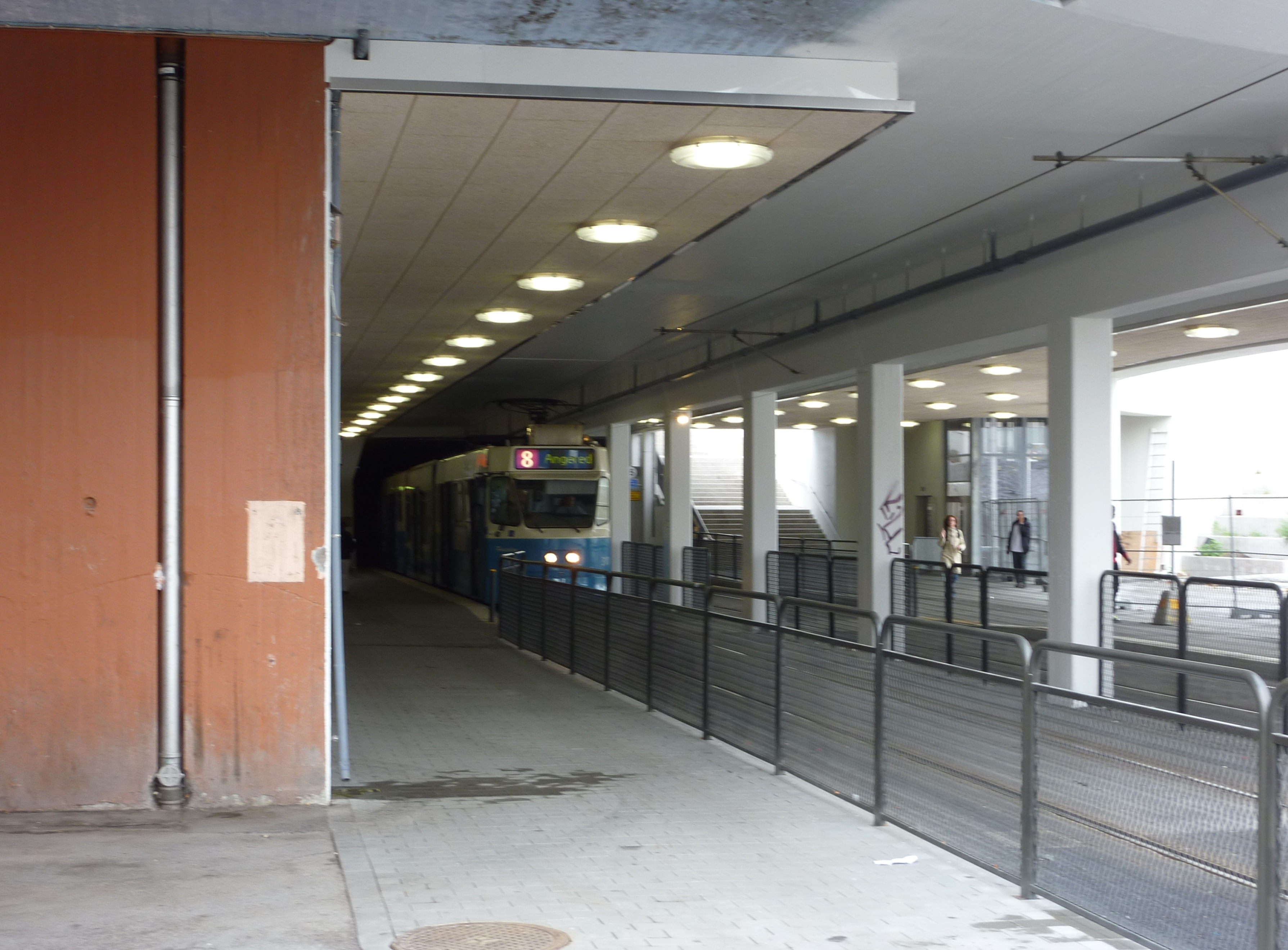
Frölunda Torg